# Stanisław Jerzy Lec
Stanisław Jerzy Lec (6 tháng 3 năm 1909 – 7 tháng 5 năm 1966) tên khai sinh: Stanisław Jerzy de Tusch-Letz - là nhà thơ, nhà văn trào phúng, nhà cách ngôn xuất sắc của Ba Lan thế kỷ XX.

## Tiểu sử

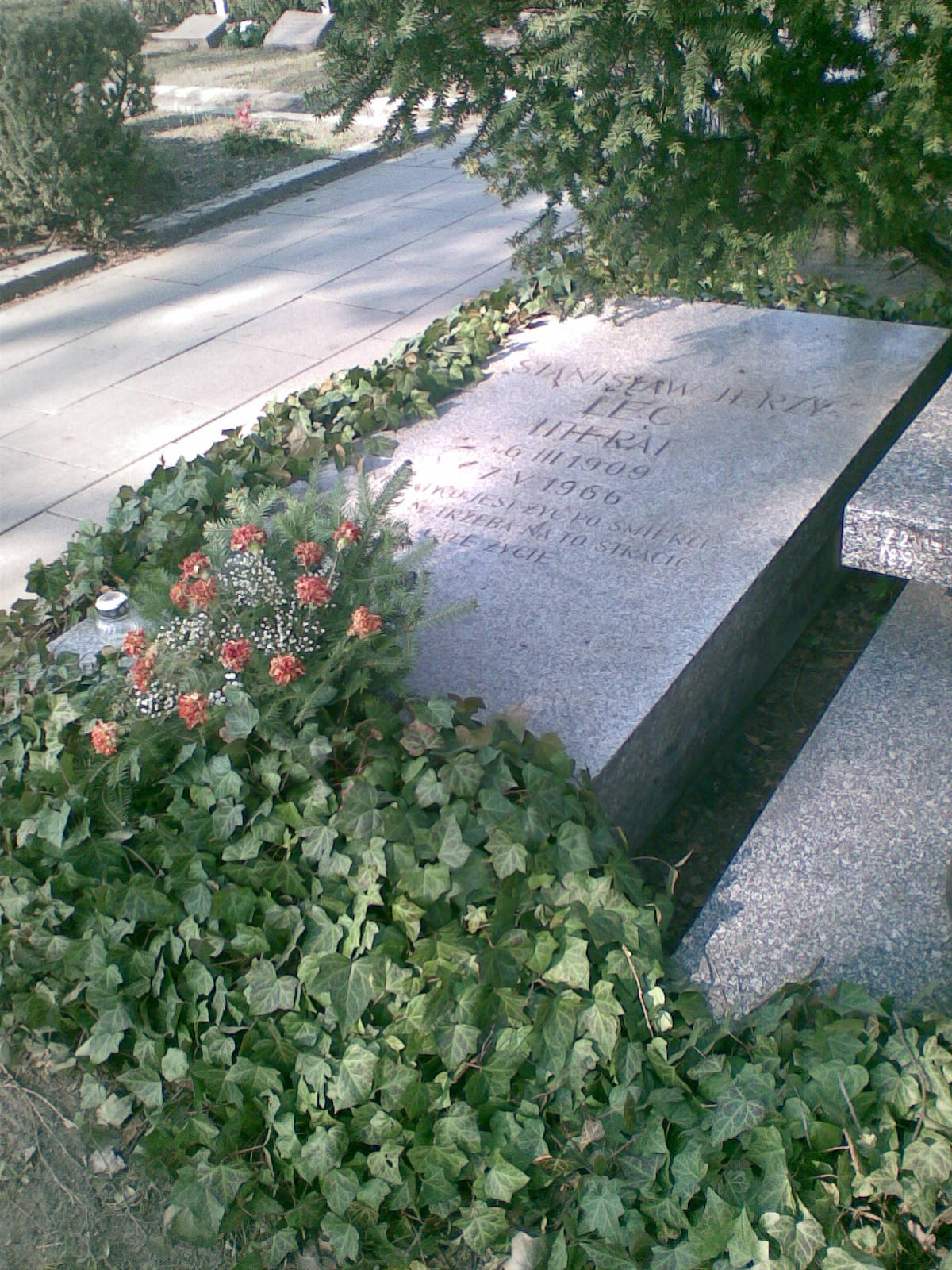
Mộ Stanisław Jerzy Lec

Stanisław Jerzy Lec sinh ở Lvov – một trung tâm văn hóa lớn thuộc Đế quốc Áo – Hung. Là con trai của ngài bá tước gốc Do Thái Benon de Tusch-Letz và Adela Safrin. Bố mất khi Stanislaw còn nhỏ nên sự giáo dục chủ yếu từ người mẹ - một phụ nữ xuất thân từ dòng dõi quý tộc. Khi thế chiến I xảy ra, gia đình chuyển về Viên. Stanislaw bắt đầu học tiểu học ở Vienna, sau đó ở Lvov. Từ năm 1927 học luật tại Đại học Jan Kazimir ở Lvov. Bắt đầu làm thơ từ những ngày còn là sinh viên và năm 1929 in bài thơ đầu tiên ở tờ báo Ilustrowany Kurier Codzienny, năm 1931 in một số bài thơ khác ở tạp chí Tryby. Năm 1933 nhận bằng thạc sĩ luật và in tập thơ đầu tiên có tên gọi Barwy (Sắc màu). Trong tập này, ngoài thơ có cả những câu cách ngôn và câu chuyện khôi hài.
Những năm trước Thế chiến II, Stanislaw chuyển về Warszawa, cộng tác với nhiều tờ tạp chí. Năm 1936 ông thành lập nhóm văn học Teatr Kretaczy, cũng trong thời gian này ông bắt đầu cộng tác với tờ Dziennik Popularny.- một tờ báo chính trị, tuyên truyền cho việc thành lập mặt trận nhân dân chống phát xít. Sau khi tờ báo này bị đóng cửa, Stanislaw chạy sang Rumani để tránh bị bắt. Một thời gian sau ông quay trở lại Ba Lan, đầu tiên làm nông nghiệp, sau dần dần làm nghề luật rồi tiếp tục sự nghiệp văn học và báo chí. Trước khi Thế chiến I xảy ra, ông đã lên xong bản thảo của tập cách ngôn Ziemia pachnie (Mùi của đất đai) nhưng không in kịp. Những năm đầu của Thế chiến I ông sống ở Lvov, năm 1941 bị bắt vào trại giam của phát xít và chạy thoát năm 1943. Năm 1944 – 1945 ông tham gia phong trào kháng chiến chống phát xít với cấp bậc thiều tá và sau chiến tranh được tặng huân chương Polonia Restituta của Ba Lan. Sau Thế chiến II, Stanislaw làm tùy viên văn hóa ở Đại sứ quán Ba Lan tại Áo. Năm 1950 ông sang sống ở Israel, năm 1952 trở về Ba Lan, bắt đầu đi dịch tác phẩm của Goethe, Heine, ngoài ra ông còn dịch nhiều tác giả của Nga, Ukraina, Belarus sang tiếng Ba Lan.
Stanisław Jerzy Lec mất tại Warszawa ngày 07 – 05 – 1966.
Stanisław Jerzy Lec trở thành nhà văn nổi tiếng thế giới qua tập Myśli nieuczesane (Những ý nghĩ không trau chuốt, 1957). Năm 1964 ông viết tiếp Myśli nieuczesane nowe (Những ý nghĩa không trau chuốt mới). Những tập sách này được dịch ra rất nhiều thứ tiếng trên thế giới. Tiếng Việt chỉ mới có một bản dịch từ tiếng Nga của Đoàn Tử Huyến Những ý nghĩ vụt hiện (đã in thành sách).

## Tác phẩm
•	Barwy (Sắc màu, 1933)
•	Ziemia pachnie (Mùi của đất đai, 1939)
•	Notatnik polowy (Sổ tay ruộng đồng, 1946)
•	Zycie jest fraszka (Cuộc đời là châm ngôn, 1948)
•	Nowe wiersze (Thơ mới, 1950)
•	Rukopis jerozolimski (Bản thảo Jerusalem, 1956)
•	Mysli nieuczesane (Những ý nghĩ không trau chuốt – Unkempt Thoughts, 1957)
•	Kpi i pytam о drog? (Hỏi về những con đường, 1959)
•	Do Abla i Kaina (Abla và Kaina1961)
•	List gonczy (Lệnh truy nã, 1963)
•	Poema gotowe do skoku (Trường ca chuẩn bị cho bước nhảy, 1964)
•	Myśli nieuczesane nowe (Những ý nghĩ không trau chuốt mới - More Unkempt Thoughts, 1964)